# Euphemia Pirckheimer
Euphemia Pirckheimer, auch Euphemia Pirkheimer oder Eufemia Pirckheimer, (* 1486; † 15. November 1547) war eine deutsche Benediktinerin.
Pirckheimer war eine Tochter von Johannes Pirckheimer. Die Äbtissinnen des Nürnberger Klaraklosters Caritas und Clara waren ihre Schwestern, der Humanist und Ratsherr Willibald Pirckheimer ihr Bruder.
Pirckheimer wuchs in Nürnberg auf. Wie ihre Schwester Sabina trat sie in das Benediktinerinnenkloster Bergen bei Neuburg an der Donau ein. Als ihre Schwester am 22. Dezember 1529 starb, wurde sie am 3. Januar 1530 zu ihrer Nachfolgerin als Äbtissin des Klosters gewählt. Die Bestätigung erfolgte am 19. Januar 1530 und die Äbtissinnenweihe fand am 21. August 1530 statt.
1544 wurde ihr Kloster aufgehoben und sie entlassen. Margarethe von Muhr wurde als Verwalterin eingesetzt. Nachdem kaiserliche Truppen Neuburg erobert hatten, wurde das Kloster wiedererrichtet und Euphemia wider als Äbtissin eingesetzt. Sie starb aber im gleichen Jahr. Sie wurde im Kreuzgang von Kloster Bergen begraben.